# Тулучи
Тулучи́ — село в Ванинском районе Хабаровского края, расположенное в 137 километрах от районного центра Ванино. Административный центр Тулучинского сельского поселения. В селе имеется одноимённая железнодорожная станция.

## История
В начале XX века Тулучи был посёлком нанайцев и орочей, занимавшихся охотой и рыболовством. Согласно одной из версий, название «Тулучи» произошло от нанайского слова «Тулэчи» — промысел мелкого зверя с помощью ловушки. В настоящее время представители коренных малочисленных народов в селе не проживают.
В 1947 году была основана станция Тулучи — этот год считается датой основания села. В строительстве многих объектов в Тулучи приняли участие японские военнопленные, которые были освобождены и получили право вернуться в Японию в 1948 году. В том же году в селе открылась четырёхлетняя школа — её ученики продолжали обучение в Высокогорном. В 1968 году в поселке открылись средняя школа и лесоучасток, появилась колония-поселение, в которой жили и работали заключённые, некоторые со своими семьями. В разные годы количество заключённых колебалось от 300 до 500 человек. В 1980 году лесоучасток был преобразован в леспромхоз.
Администрация села Тулучи образована в январе 1992 года и является преемником Тулучинского сельского Совета народных депутатов, который был образован в 1974 году в результате разукрупнения Высокогорненского поссовета решением Ванинского районного Совета народных депутатов трудящихся.

## Население
По состоянию на 2009 год в селе проживало 817 человек, из них 400 мужчин и 417 женщин.
| 1992 | 2002 | 2010 | 2011 | 2012 | 2021 |
| ---- | ---- | ---- | ---- | ---- | ---- |
| 1200 | ↘868 | ↘698 | ↘692 | ↘664 | ↘494 |

## Экономика
Основу экономики составляет лесопромышленный комплекс. На территории Тулучинского муниципального образования находится Тумнинский лесхоз.

## Транспорт
Село Тулучи расположено непосредственно около железнодорожного полотна. Ж/д касса закрыта. Билет на поезд можно приобрести у начальника поезда при посадке. Перрон ст. Тулучи не рассчитан на длину поезда № 352/351 (единственный поезд, проходящий через станцию, следует по маршруту Советская Гавань — Владивосток), в крайние вагоны посадка производится «с грунта». Станция Акур, также расположенная на территории Тулучинского сельского поселения, имеет класс 5.

## Образование и культура
В Тулучинском сельском поселении находится два образовательных учреждения: общеобразовательная школа и детский сад. Среднюю общеобразовательную школу посещают 93 школьника. В детском саду функционирует 1 разновозрастная группа, которую посещают 20 детей
В селе имеется Дом Культуры — филиал МУ «РДК», построенный в 1976 году, а также библиотека.
Директор Дома Культуры: Секерина Султана Шкрединовна
Художественный руководитель: Епифанова Людмила Викторовна

## Здравоохранение
Имеется фельдшерско-акушерский пункт МУЗ «ЦРБ», расположенный в приспособленном помещении.
Аптеки нет, лекарственное обеспечение населения возложено на медицинских работников фельдшерско-акушерского пункта.

## Связь
Жители села могу принимать цифровое телевидение. В настоящее время действуют 2 мобильных оператора Билайн и МТС. Билайн предоставляет технологию передачи данных Edge, МТС — 4G